# Shlomo Morag

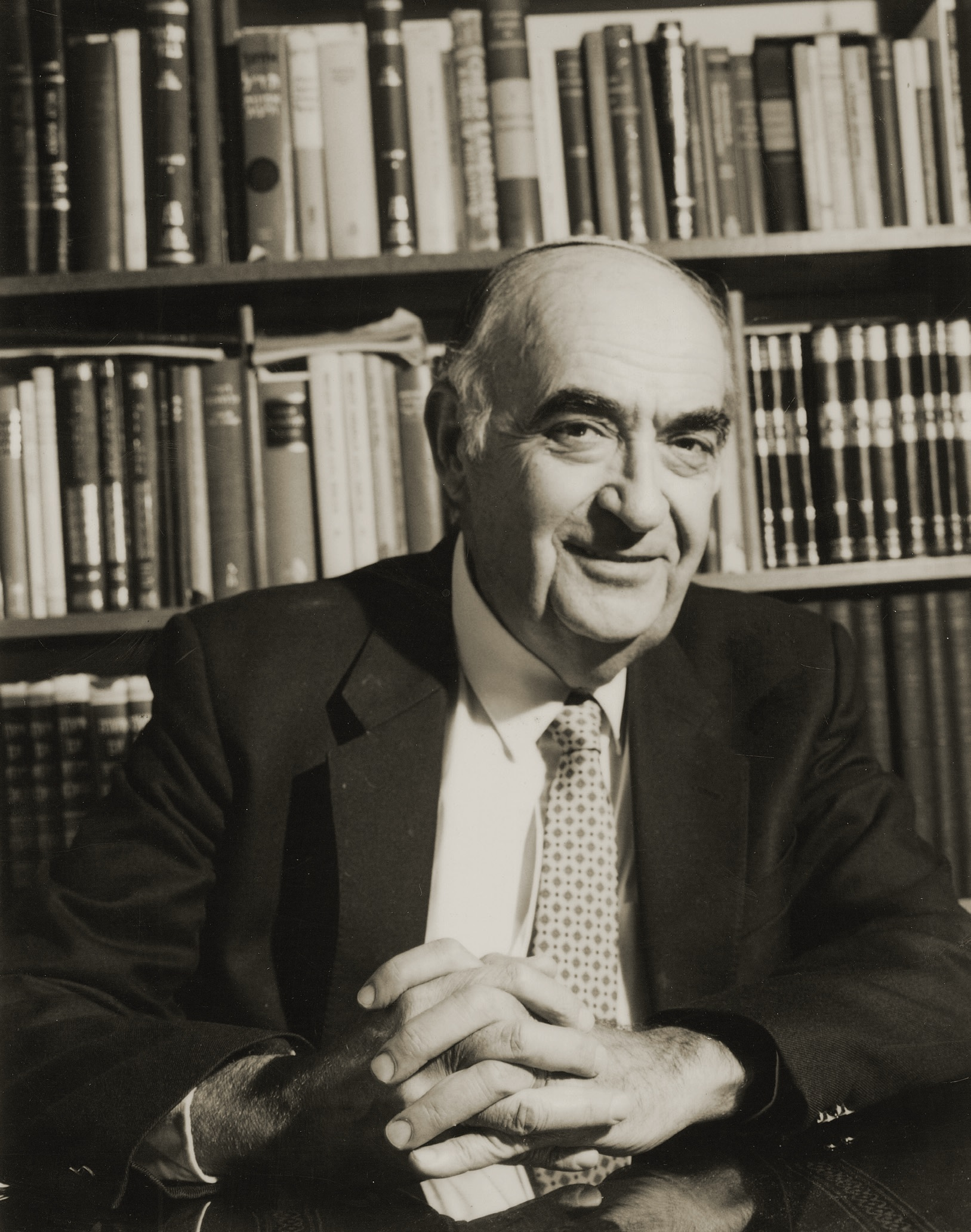
Shlomo Morag

Shlomo Morag, auch Shelomo Morag (hebräisch שלמה מורג; * 17. Juli 1926; † 4. September 1999), war ein israelischer Professor am Institut für hebräische Sprache der Hebräische Universität Jerusalem. Er gründete das Forschungszentrum für jüdische mündliche Überlieferungen an der Hebräischen Universität und leitete mehrere Jahre das Ben-Zvi-Institut für das Studium jüdischer Gemeinschaften im Osten. Morag war Mitglied der Akademie für die hebräische Sprache sowie der Israelische Akademie der Wissenschaften und Geisteswissenschaften und zudem Fellow der American Academy of Jewish Research.

## Leben

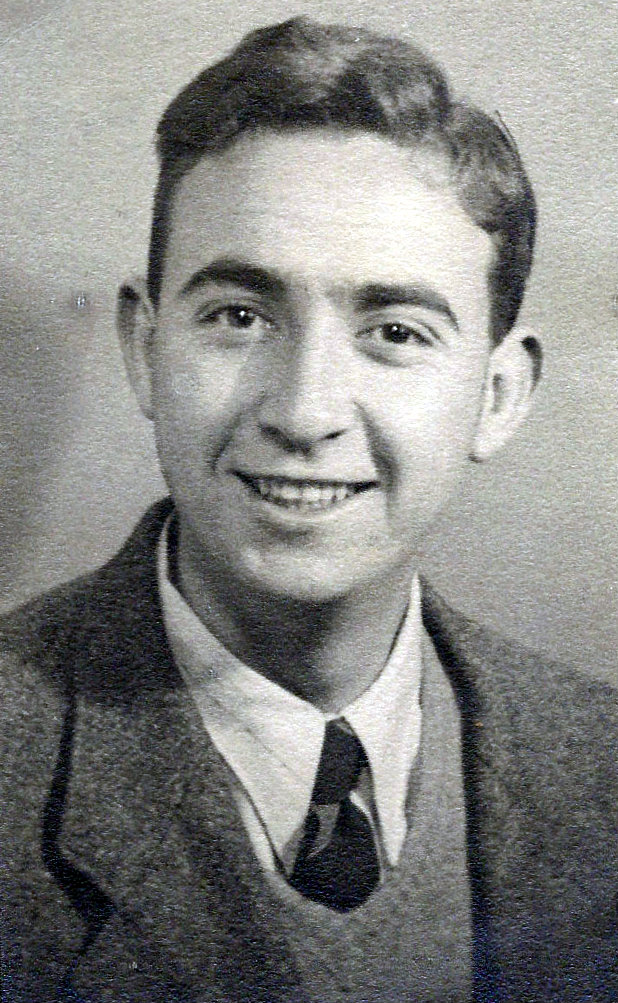
Der junge Shlomo Morag

Morag wurde 1926 in Petah Tikva im britischen Mandatsgebiet Palästina geboren. Seine Eltern waren beide Lehrer an der religiösen Schule Netzah Israel in Petah Tikva. Später zog die Familie nach Ramat Gan, wo Morag aufwuchs und sein jüngerer Bruder Amotz zur Welt kam.
Shlomo Morags Vater, Rabbi Moshe Aryeh Mirkin, verfasste einen elfbändigen Kommentar zum Genesis Rabbah. Seine Mutter, Sarah Mirkin (geb. Margalit), gründete Wohltätigkeitsorganisationen zur Unterstützung von Kindern und weiblichen Einwanderern. Sie wurde zur Leiterin der WIZO-Niederlassung in Ramat Gan gewählt, trat jedoch von diesem Amt zurück, nachdem sie sich für gleichberechtigte Wahlrechte für Frauen und nicht nur für eigenständige Frauenparteien eingesetzt hatte. Anschließend schloss sie sich der Frauenorganisation der Allgemeine Zionisten an und war ab 1954 Mitglied des Stadtrats von Ramat Gan. Shlomo Morag widmete sein Buch The Hebrew Language Tradition of the Yemenite Jews („Die hebräische Sprachüberlieferung der jemenitischen Juden“) seinen Eltern.
Shlomo Morags Bruder, Amotz Morag, war Professor für Wirtschaftswissenschaften und schrieb für die Zeitungen Davar und Ashmoret. Er veröffentlichte Artikel und Bücher zu wirtschaftlichen Themen. Darüber hinaus verfasste er Kurzgeschichten, von denen einige nach seinem Tod von Shlomo Morag zusammengestellt wurden.

## Akademische Laufbahn
Morag begann 1943 sein Studium an der Hebräischen Universität in Jerusalem. 1955 promovierte er mit einer Dissertation über die hebräische Aussprache der jemenitischen Juden, die er unter der Betreuung seiner Lehrer Shlomo Dov Goitein, Hans Jakob Polotsky und Naftali Herz Tur-Sinai verfasste. Weitere Lehrer, die ihn beeinflussten, waren Joseph Klausner, David Baneth und Hanoch Yelon.
Später trat er der Fakultät der Hebräischen Universität bei und war bis zu seiner Pensionierung im Jahr 1994 als Professor am Institut für Hebräische Sprache tätig. Morag lehrte zudem an der Universität Tel Aviv und an der Bar-Ilan-Universität.
Morags Arbeiten konzentrierten sich auf die semitische Sprachwissenschaft, insbesondere auf die hebräische Sprache. Er erforschte die mündlichen Überlieferungen des Hebräischen und widmete einen Großteil seiner Forschung den Traditionen der jemenitischen Juden – insbesondere der jemenitisch-hebräischen und jemenitisch-aramäischen Überlieferung.

## Auszeichnungen
- 1966 wurde Morag für sein Buch Die The Hebrew Language Tradition of the Yemenite Jews [hebräische Sprachüberlieferung der jemenitischen Juden] mit dem Israel-Preis für Jüdische Studien ausgezeichnet.[7][2] Er war damals der jüngste Träger dieser Auszeichnung.
- 1989 erhielt er gemeinsam mit Shmuel Abramski den Bialik-Preis für jüdisches Denken.[2] Ausgezeichnet wurde er für sein Buch Babylonian Aramaic: The Yemenite Tradition (Babylonisches Aramäisch: Die jemenitische Tradition).

## Schriften

### The Hebrew Language Tradition of the Yemenite Jews
Die Grundlage für das Buch, für das Morag mit dem Israel-Preis ausgezeichnet wurde, bildete seine Doktorarbeit. Darin beschreibt er das jemenitische Hebräisch, die traditionelle Lesart der Bibel sowie der Mischna.
Morag unterscheidet die jemenitische Tradition aus mehreren Gründen von anderen hebräischen mündlichen Überlieferungen:
- Sie ist die einzige Tradition, die eine klare Affinität zur babylonischen hebräischen Tradition aufweist. Diese Affinität zeigt sich in Merkmalen wie der Verwendung eines einzigen Vokals, während die tiberianische Tradition zwischen zwei Vokalen unterscheidet: Patach und Segol.
- Es ist die einzige mündliche Überlieferung, die systematisch zwischen der biblischen hebräischen Tradition – die im Allgemeinen der tiberianischen folgt, obwohl sie von der zuvor im Jemen vorherrschenden babylonischen Tradition beeinflusst ist – und der mishnaischen hebräischen Tradition unterscheidet, die größtenteils babylonisch geprägt ist, aber Einflüsse der tiberianischen Bibeltradition aufweist.
- Diese Überlieferung bewahrt Unterscheidungen, die in anderen Traditionen verloren gegangen sind – etwa das Begadkefat-Phänomen oder die Aussprache des Shva na.

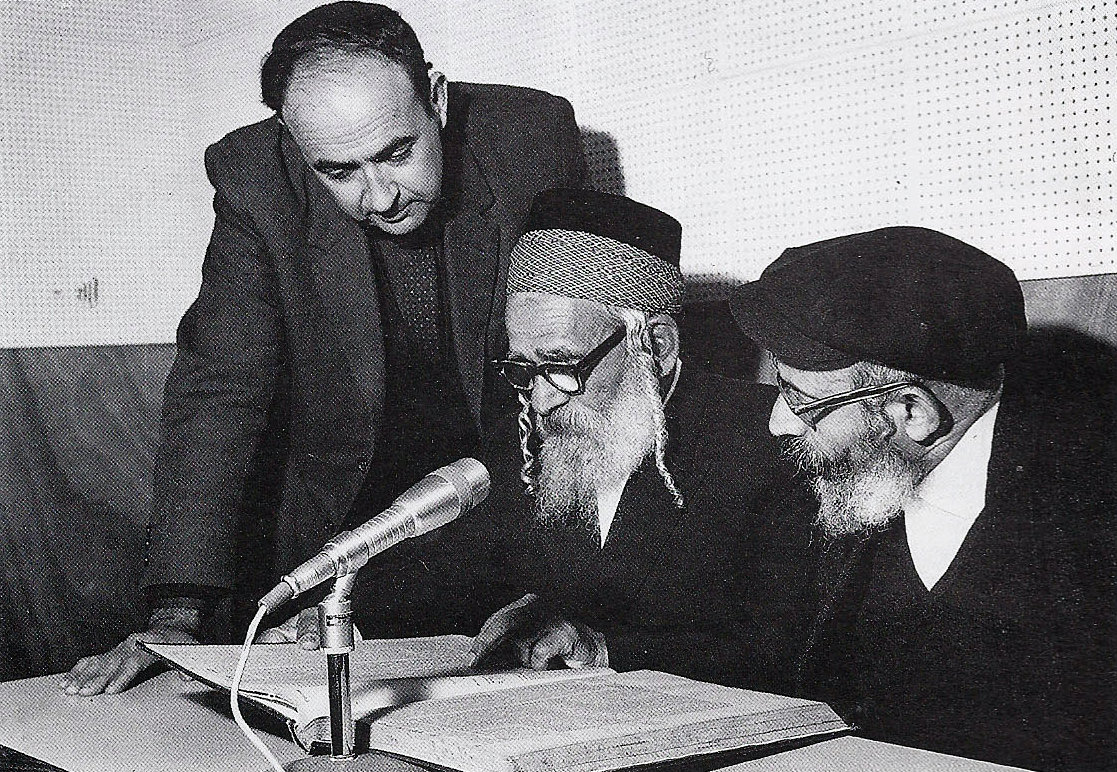
Shlomo Morag két jemeni rabbit vont be a Zsidó Szóbeli Hagyományok Kutatóközpont munkájába

In seinem Buch beschreibt Morag die phonetischen und phonologischen Merkmale der jemenitischen Tradition und untersucht den Einfluss verschiedener jemenitisch-arabischer Dialekte auf die mündlichen Überlieferungen jemenitischer Juden aus unterschiedlichen Regionen des Jemen.

### Babylonian Aramaic: The Yemenite Tradition

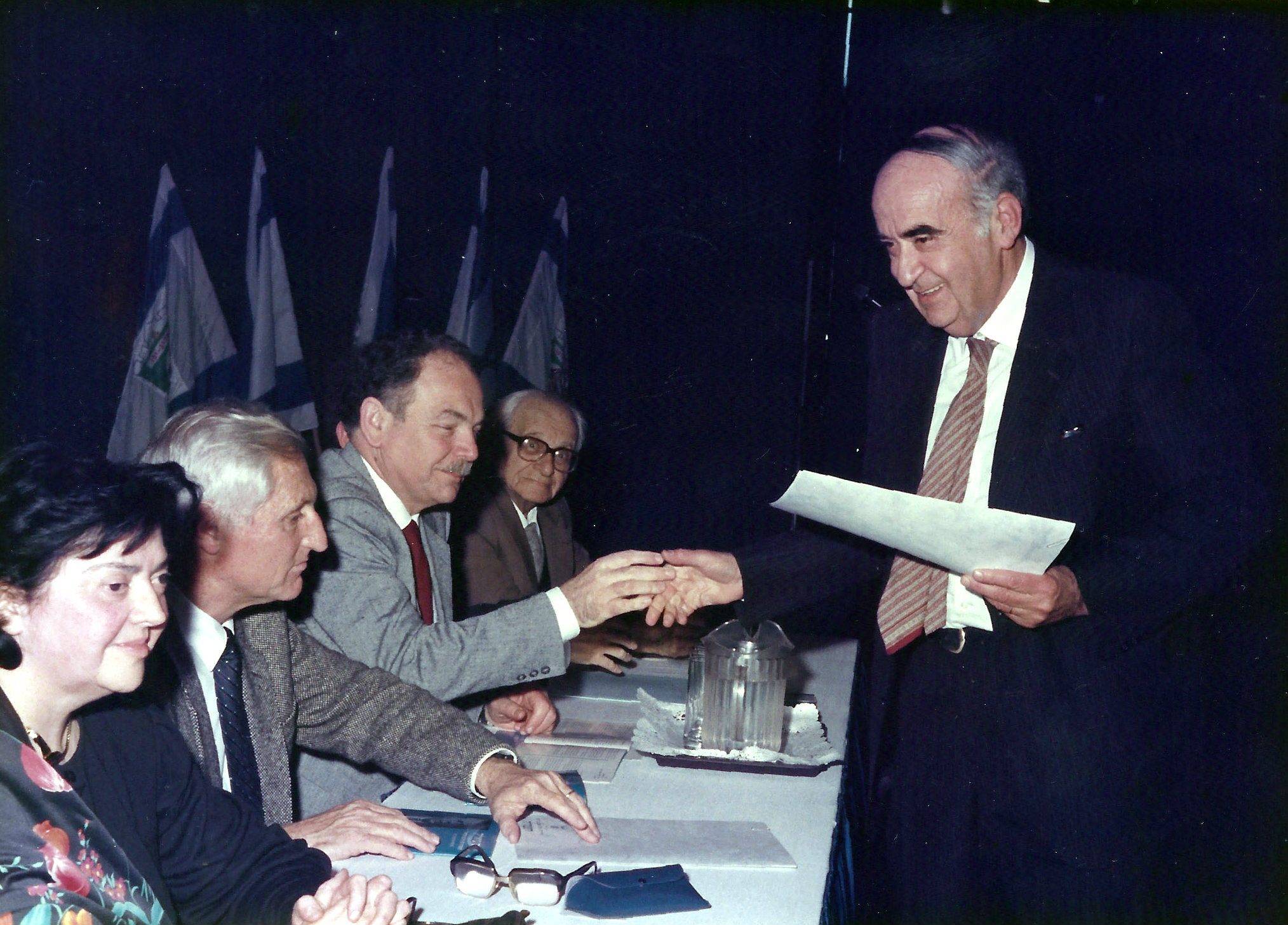
Shlomo Morag erhielt den Bialik-Preis für sein Werk Babylonian Aramaic: The Yemenite Tradition

Dieses Buch, für das Morag mit dem Bialik-Preis ausgezeichnet wurde, behandelt die Phonologie und Morphologie der jemenitischen Tradition des Aramäischen im babylonischen Talmud. Grundlage ist die Lesetradition der Sanaʿani-Juden, die hauptsächlich im Forschungszentrum für jüdische mündliche Überlieferungen an der Hebräischen Universität – gegründet von Morag – aufgezeichnet wurde.
Laut Shlomo Morag stellt die jemenitische Tradition die beste Lesetradition des Jüdisch-babylonisches Aramäisch dar:
- Ihre Überlieferung gilt als zuverlässig und bewahrt phonologische sowie morphologische Merkmale, durch die sie sich von den Lesetraditionen anderer aramäischer Dialekte unterscheidet – insbesondere von Targum Onkelos und Targum Jonathan.
- Es besteht eine erhebliche Übereinstimmung zwischen dieser Tradition und derjenigen einer wichtigen Handschrift des Werks Halachot Psukot, das eine eher archaische Überlieferung aufweist und die Babylonisches Vokalisationssystem verwendet. Diese Übereinstimmung verdeutlicht die babylonischen Elemente innerhalb der jemenitischen Tradition.

In seinem Buch widerlegt Morag die Behauptung, der Talmud sei im Jemen nicht allgemein gelehrt worden, und verweist auf jemenitische Manuskripte des babylonischen Talmuds sowie auf deren Bedeutung für die Bestimmung der Merkmale der jemenitischen Tradition.